# 乙酸汞
乙酸汞是一种化合物，化学式为Hg(CH3COO)2，有剧毒。

## 制备
乙酸汞由黄色氧化汞和乙酸溶液反应，加热溶解后趁热过滤，滤液经过冷却结晶得到。

## 化学性质
乙酸汞水溶液易水解，会缓慢产生黄色的碱式盐沉淀，加热时沉淀速度加快。
乙酸汞可以和芳香烃发生亲电取代反应，生成有机汞化合物，通常反应时将乙酸汞溶于甲醇：
C6H6 + Hg(CH3COO)2 → C6H5HgOCOCH3 + CH3COOH
汞化反应产物中的-OCOCH3可以被氯取代：
C6H5OH + Hg(CH3COO)2 → o-C6H4(OH)HgOCOCH3 + CH3COOH
o-C6H4(OH)HgOCOCH3 + NaCl → o-C6H4(OH)HgCl + CH3COONa
甚至芳香烃的金属有机化合物也可以发生汞化反应。
乙酸汞的甲醇溶液很容易吸收一氧化碳，吸收后的溶液经过加热，或和浓盐酸作用，可使一氧化碳释放出来。

## 应用
乙酸汞在有机化学上，常用于羟汞化反应。

## 储存
乙酸汞可以感光，保存时颜色变黄。因此应该密封、避光保存。此外，根据中国安全监管总局等十部门制定的《危险化学品名录（2015版）》，乙酸汞属于剧毒品，应该按照剧毒品储存的有关规定进行存放。